# Las Chilitas
Las Chilitas är en ort i Mexiko.   Den ligger i kommunen Zacatecas och delstaten Zacatecas, i den centrala delen av landet, 500 km nordväst om huvudstaden Mexico City. Las Chilitas ligger 2 219 meter över havet och antalet invånare är 372.
Terrängen runt Las Chilitas är kuperad åt sydost, men åt nordväst är den platt. Runt Las Chilitas är det tätbefolkat, med 286 invånare per kvadratkilometer. Närmaste större samhälle är Zacatecas, 14,5 km nordost om Las Chilitas. Omgivningarna runt Las Chilitas är i huvudsak ett öppet busklandskap.